# Biban de mare european
Bibanul de mare european (Dicentrarchus labrax), cunoscut și ca lavrac sau lup de mare, este un pește care tinde să populeze ape oceanice, nativ în vestul și sudul Europei și nordul Africii, deși poate fi găsit și în ape de coastă și guri de vărsare a râurilor în timpul lunilor de vară. Acesta este una din cele șase specii din familia Moronidae, denumite în general bibani de mare.
Este atât pescuit, cât și crescut comercial, și este considerat a fi cel mai important pește în prezent cultivat în Marea Mediterană. În Irlanda și Regatul Unit, peștele consumat în restaurante sub numele de biban de mare (engleză sea bass) este exclusiv bibanul de mare european. În America de Nord, acest pește este cunoscut sub numele său italian, branzino.
Bibanul de mare european poate ajunge la dimensiuni de până la 1 m lungime și 12 kg greutate, deși dimensiunea cea mai obișnuită este de numai aproximativ jumătate din acestea. Are o culoare gri-argintie și uneori albastru închis pe spate.
Peștii tineri formează bancuri și se hrănesc cu nevertebrate, în timp ce adulții sunt mai puțin sociali și preferă să consume alți pești. Aceștia sunt în general găsiți în zonele litorale, în apropierea malurilor de râuri, lagune și estuare în timpul verii, iar în timpul iernii migrează în larg. În ciuda faptului că este foarte apreciat și căutat, peștele este clasificat ca fiind neamenințat cu dispariția de către Uniunea Internațională pentru Conservarea Naturii, deoarece specia este larg răspândită și nu există amenințări majore.

## Distribuție și habitat
Habitatele sale includ estuare, lagune, ape de coastă și râuri. Este găsit în apele din Europa și din jurul ei, inclusiv în estul Oceanului Atlantic (din Norvegia până în Senegal), Marea Mediterană și Marea Neagră. Este o specie migratoare, deplasându-se mai aproape de țărm și spre nord în timpul verii.

## Dietă și comportament
În cea mai mare parte, exemplarele din această specie sunt vânători de noapte, hrănindu-se cu pești mici, polichete, cefalopode și crustacee. Se înmulțesc din martie până în iunie, în principal în apele de coastă. La începutul vieții sunt pești pelagici, dar pe măsură ce se dezvoltă se mută în estuare, unde rămân timp de unul sau doi ani.

## Piscicultură
Bibanul de mare european a fost una din primele specii de pește care au fost exploatate comercial în Europa. Istoric, acest pește a fost crescut în lagunele de coastă și mareice, înainte ca tehnicile industriale de producție să fie dezvoltate începând cu sfârșitul anilor 1960. Acesta este cel mai important pește comercial crescut pe scară largă în regiunea mediteraneană. Cele mai importante țări în care peștele este crescut sunt Grecia, Turcia, Italia, Spania, Croația și Egipt. Producția anuală a fost mai mult de 120.000 de tone în 2010.
Bibanul de mare european este cunoscut și sub numele de lavraki (greacă λαβράκι), levrak (ebraică לברק), levrek sau bayağı levrek (turcă), loubina (spaniolă) și loup de mer (franceză).